# Трајко Грковић
Трајко Грковић (Урошевац, 19. децембар 1919 — Урошевац, 12. септембар 1943), учесник Народноослободилачке борбе и народни херој Југославије.

## Биографија
Рођен је 1919. године у Урошевцу.
Због лошег финансијског стања породице, био је принуђен да напусти школовање и запослио се у фабрици „Бата“.
Народноослободилачком покрету се прикључио 1941. године. Радио је на организовању ћелија СКОЈ-а.
Године 1943, убили су га албански балисти у подруму куће у којој се скривао.
Указом председника Федеративне Народне Републике Југославије Јосипа Броза Тита, 6. јула 1953. године, проглашен је за народног хероја.
Кућа у којој је погинуо обележена је као спомен-музеј у централној улици у Урошевцу. Његова биста је постављена у центру Урошевца у дворишту старе зграде Општине заједно са још два народна хероја из Урошевца, Пеком Тепавчевићем и Миланом Зечаром. Његово име носи улица у Урошевцу, Ауто-мото друштво и највеће предузеће у овом граду.
Његови потомци и данас живе у Урошевцу.